# Alessandro Andrei
Alessandro Andrei (ur. 3 stycznia 1959 we Florencji) – włoski lekkoatleta kulomiot, mistrz olimpijski z Los Angeles.
Na mistrzostwach Europy juniorów w 1977 zajął 9. miejsce. Był czwarty na halowych mistrzostwach Europy w 1981 w Grenoble. W następnym roku na halowych mistrzostwach Europy w Mediolanie zajął 5. miejsce, a na mistrzostwach Europy w Atenach 7. miejsce. Na pierwszych mistrzostwach świata w 1983 w Helsinkach był siódmy.
Na halowych mistrzostwach Europy w 1984 w Göteborgu zdobył brązowy medal. W tym samym roku wystąpił na igrzyskach olimpijskich w Los Angeles. Rywalizacja toczyła się pod nieobecność miotaczy z ZSRR i NRD, gdyż państwa te, podobnie jak Polska, zbojkotowały igrzyska. Andrei rzucił 21,26 m, co dało mu złoty medal.
Zajął 4. miejsce na mistrzostwach Europy w 1986 w Stuttgarcie. 12 sierpnia 1987 na mityngu w Viareggio Andrei miał najlepszą serię pchnięć w swojej karierze (22,19 - 22,37 - 22,72 - 22,84 - 22,91 - 22,74). Wynikiem 22,91 m (do 15 maja 2024 rekord Włoch, 6. wynik w historii światowej lekkoatletyki) pobił dotychczasowy rekord świata, który wynosił 22,86 m i należał do Briana Oldfielda. Dwa i pół tygodnia później zdobył srebrny medal na mistrzostwach świata w 1987 w Rzymie za Szwajcarem Wernerem Günthörem.
Na igrzyskach olimpijskich w 1988 w Seulu Andrei nie był już rekordzistą świata, gdyż w międzyczasie Ulf Timmermann z NRD rzucił 23,06 m. Niemiec zwyciężył w zawodach, a Andrei zajął 7. miejsce. Podobnie był siódmy na halowych mistrzostwach świata w 1989 w Budapeszcie. Na halowych mistrzostwach Europy w 1990 w Glasgow zajął 5. miejsce, na mistrzostwach świata w 1991 w Tokio 11. miejsce, na halowych mistrzostwach Europy w 1992 w Genui 6. miejsce, a na swych trzecich igrzyskach olimpijskich w 1992 w Barcelonie 11. miejsce.
Andrei zwyciężył w igrzyskach śródziemnomorskich w 1991 w Atenach i w igrzyskach śródziemnomorskich w 1997 w Bari, a w 1983 w Casablance i w 1993 w Narbonne był drugi. Był mistrzem Włoch w latach 1983-1986 i 1989-1992, a hali od 1990 do 1992. Jego żona Agnese Maffeis była znaną kulomiotką i dyskobolką.